# Go-bang's
GO-BANG'S(고 뱅스)는 1980년대 후반부터 1990년대 초반까지 걸쳐서 활동했던 일본의 여성 록밴드이다. 멤버는 모두 홋카이도 출신의 여성들이다.